# Doença trofoblástica gestacional
Doença trofoblástica gestacional (DTG) é um termo usado para um grupo de tumores relacionados à gravidez. Esses tumores são raros e aparecem quando as células no útero começam a proliferar de forma incontrolável. As células que formam os tumores trofoblásticos gestacionais são chamadas de trofoblastos e vêm de um tecido que cresce para formar a placenta durante a gravidez.
Existem vários tipos diferentes de DTG. As molas hidatiformes são benignas na maioria dos casos, mas às vezes podem desenvolver-se em manchas invasivas ou, em casos raros, em coriocarcinoma, que provavelmente se espalhou rapidamente, mas que é muito sensível à quimioterapia e tem um bom prognóstico. Os trofoblastos gestacionais são de particular interesse para os biólogos celulares porque, como o cancro, essas células invadem o tecido (o útero), mas, ao contrário do cancro, às vezes "sabem" quando parar. 
O DTG pode simular a gravidez, porque o útero pode conter tecido fetal, embora anormal. Esse tecido pode crescer na mesma taxa de uma gravidez normal e produz gonadotrofina coriónica, um hormônio que é medida para monitorizar o bem-estar fetal.
Enquanto o DTG afeta predominantemente mulheres em idade fértil, raramente pode ocorrer em mulheres pós-menopáusicas.